# Konstantin Wassiljewitsch Uchanow
Konstantin Wassiljewitsch Uchanow (russisch Константин Васильевич Уханов; * 1891; † 1937) war ein sowjetischer Staatsfunktionär.
Uchanow wurde nach dem Russischen Bürgerkrieg stellvertretender Volkskommissar für Versorgung der UdSSR, Volkskommissar für örtliche Industrie der RSFSR und Volkskommissar für Leichtindustrie der RSFSR. Ab 1923 gehörte er dem Zentralkomitee der Kommunistischen Partei an. 1937 fiel er den Stalinschen Säuberungen im Zuge des Großen Terrors zum Opfer.